# Passeport sud-soudanais
Le passeport sud-soudanais est un document de voyage international délivré aux ressortissants sud-soudanais, et qui peut aussi servir de preuve de la citoyenneté sud-soudanaise.